# Rasova (okręg Gorj)
Rasova – wieś w Rumunii, w okręgu Gorj, w gminie Bălești. W 2011 roku liczyła 538 mieszkańców.